# Jukivșciîna, Kozeleț
Jukivșciîna (în ucraineană Жуківщина) este un sat în comuna Birkî din raionul Kozeleț, regiunea Cernihiv, Ucraina.

## Demografie
Componența lingvistică a localității Jukivșciîna
     Ucraineană (97,15%)
     Rusă (2,67%)
Conform recensământului din 2001, majoritatea populației localității Jukivșciîna era vorbitoare de ucraineană (97,15%), existând în minoritate și vorbitori de rusă (2,67%).